# Christian Daniel Rauch
Christian Daniel Rauch (Arolsen, 2 januari 1777 – Dresden, 3 december 1857) was een Duitse neoclassicistische beeldhouwer.

## Leven en werk
Rauch was een zoon van Johann Friedrich Rauch, kamerdienaar van Frederik II, landgraaf van Hessen-Kassel, en Marie Elisabeth Freese. Hij werd als dertienjarige jongen leerling van hofbeeldhouwer Friedrich Valentin in Helsen en vijf jaar later gezel bij Johann Christian Ruhl in Kassel. Na de dood van zijn vader (1796) en oudere broer (1797) nam Rauch de zorg voor zijn moeder en jongere broer op zich. Hij verhuisde naar Berlijn, waar hij kamerdienaar werd van koning Frederik Willem II van Pruisen. Na diens dood trad hij in dienst bij koningin Louise. Hij gebruikte zijn vrije tijd om te studeren en volgde avondlessen aan de Akademie der Künste, onder leiding van de beeldhouwer Johann Gottfried Schadow, die wordt beschouwd als oprichter van de Berlijnse beeldhouwersschool. In 1802 exposeerde hij zijn eerste beeldhouwwerk, van Endymion en Artemis. Hij werd in 1803 assistent van Schadow.
Studie in Italië
In 1804 kreeg Rauch van koning Frederik Willem III een beurs die hem in staat stelde in Rome te studeren. Hij leerde er onder anderen Wilhelm von Humboldt, Antonio Canova en Bertel Thorvaldsen kennen. Hij bleef zes jaar in Italië en werkte in Rome en Carrara. Op voorspraak van Von Humboldt kreeg hij de opdracht een grafmonument te maken voor de in 1810 overleden koningin Louise. Hij beeldde de koningin meer dan levensgroot uit, slapend op een rustbed, met een diadeem op haar hoofd. De sarcofaag werd in 1815 geplaatst in het mausoleum in het Slotpark Charlottenburg in Berlijn.
Terug in Duitsland

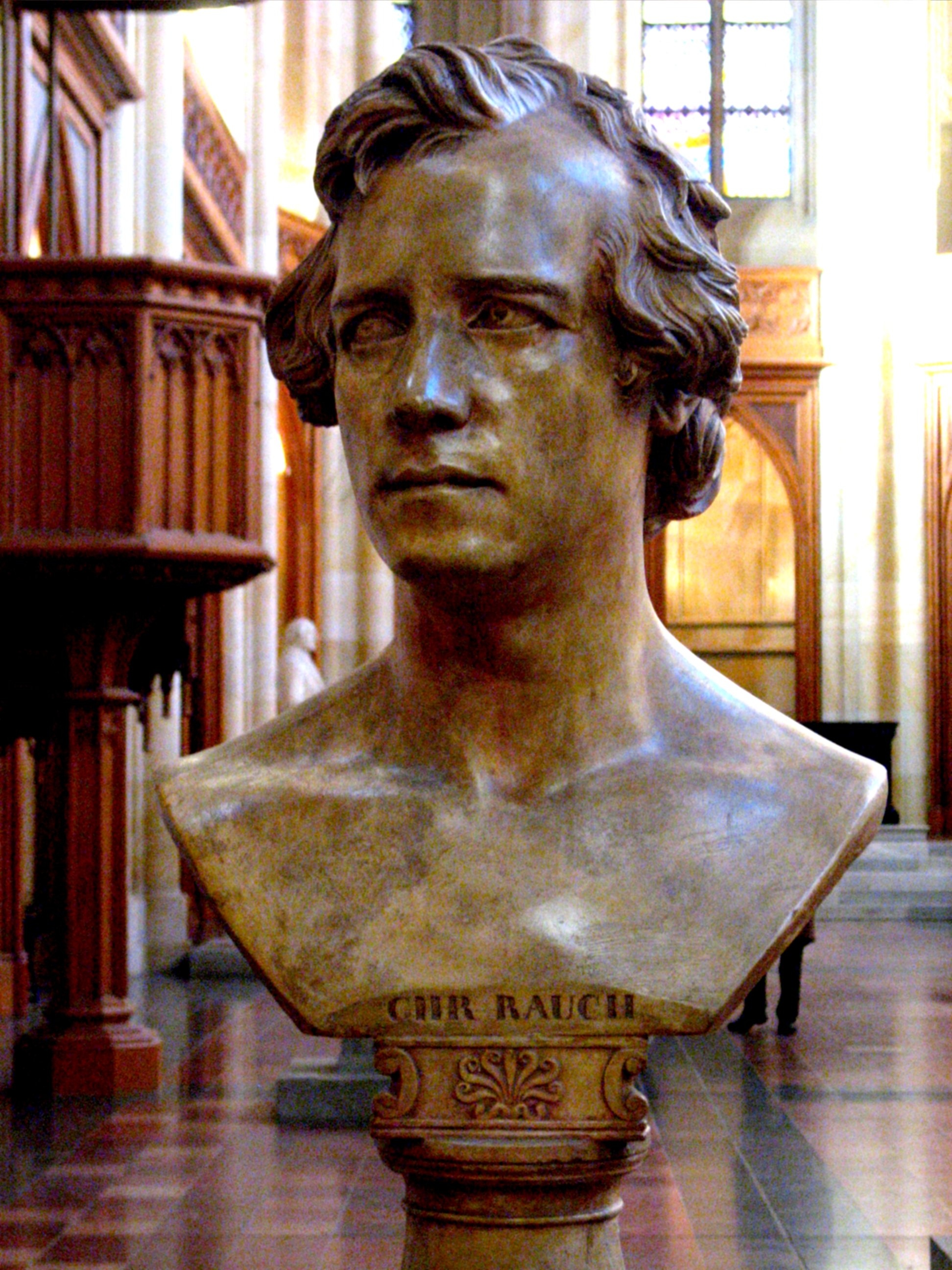
Zelfportret (1828)

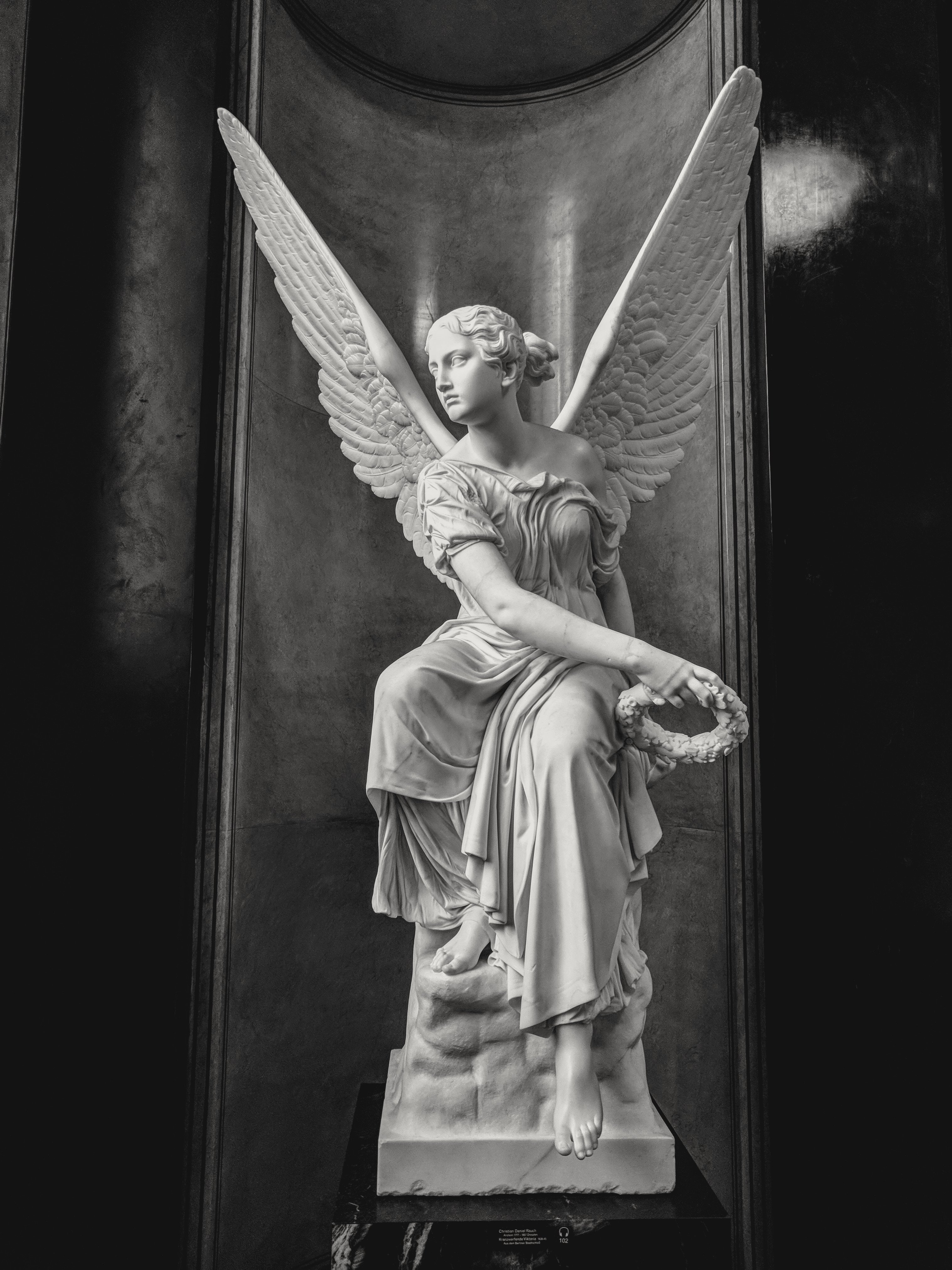
Kranzwerfende Viktoria (1838-1845)

Na zijn terugkeer in Duitsland maakte Rauch veel bustes, maar ook groter werk zoals grafmonumenten en standbeelden voor Alexander I van Rusland (1820), Gebhard Leberecht von Blücher (1826), August Hermann Francke (1828) en Albrecht Dürer (ca. 1828). Hij werd in 1819 benoemd tot hoogleraar aan de Berlijnse kunstacademie. In datzelfde jaar werd hij de eerste directeur van de Gipsformerei, waar gipsen kopieën van beelden werden gemaakt voor de Staatliche Museen zu Berlin. Hij gaf ook adviezen aan musea over restauraties.
Rauchs bekendste werk is waarschijnlijk het ruiterstandbeeld van Frederik de Grote aan Unter den Linden. Aanvankelijk zou zijn leermeester Schadow het beeld maken, maar Frederik Willem III gaf de opdracht in 1839 aan Rauch, waarop Schadow gezegd zou hebben: "Mein Ruhm ist in Rauch aufgegangen." Het beeld werd in 1851 onthuld.
Op de eerste wereldtentoonstelling, de Great Exhibition in 1851 in Londen, werd zijn beeld van een zittende godin Victoria met krans getoond. Het werd geplaatst in het Berliner Stadtschloss en verhuisde later naar de Alte Nationalgalerie. Een afgietsel ervan werd in 1884 gebruikt voor het Spoorwegmonument in Nijmegen.
Erkenning en nalatenschap
Rauch werd tijdens zijn leven meerdere malen onderscheiden. Hij kreeg in 1841 een eredoctoraat van de Humboldtuniversiteit. Een jaar later werd hij lid van de Orde Pour le Mérite für Wissenschaften und Künste. Hij was bovendien lid van diverse academies, waaronder de Koninklijke Nederlandse Akademie van Wetenschappen, en ereburger van Berlijn. Zijn nagelaten oeuvre omvat zo'n vierhonderd werken. Zijn laatst voltooid werk was een marmeren beeldengroep van een biddende Mozes, vergezeld van Aäron en Hur, voor de Friedenskirche in Potsdam. Hij overleed in 1857 in Dresden op tachtigjarige leeftijd, hij werd begraven op het Dorotheenstädtischer Friedhof in Berlin-Mitte. Op zijn grafmonument is een bronzen portretmedaillon aangebracht, gemaakt door zijn leerling Albert Wollf.

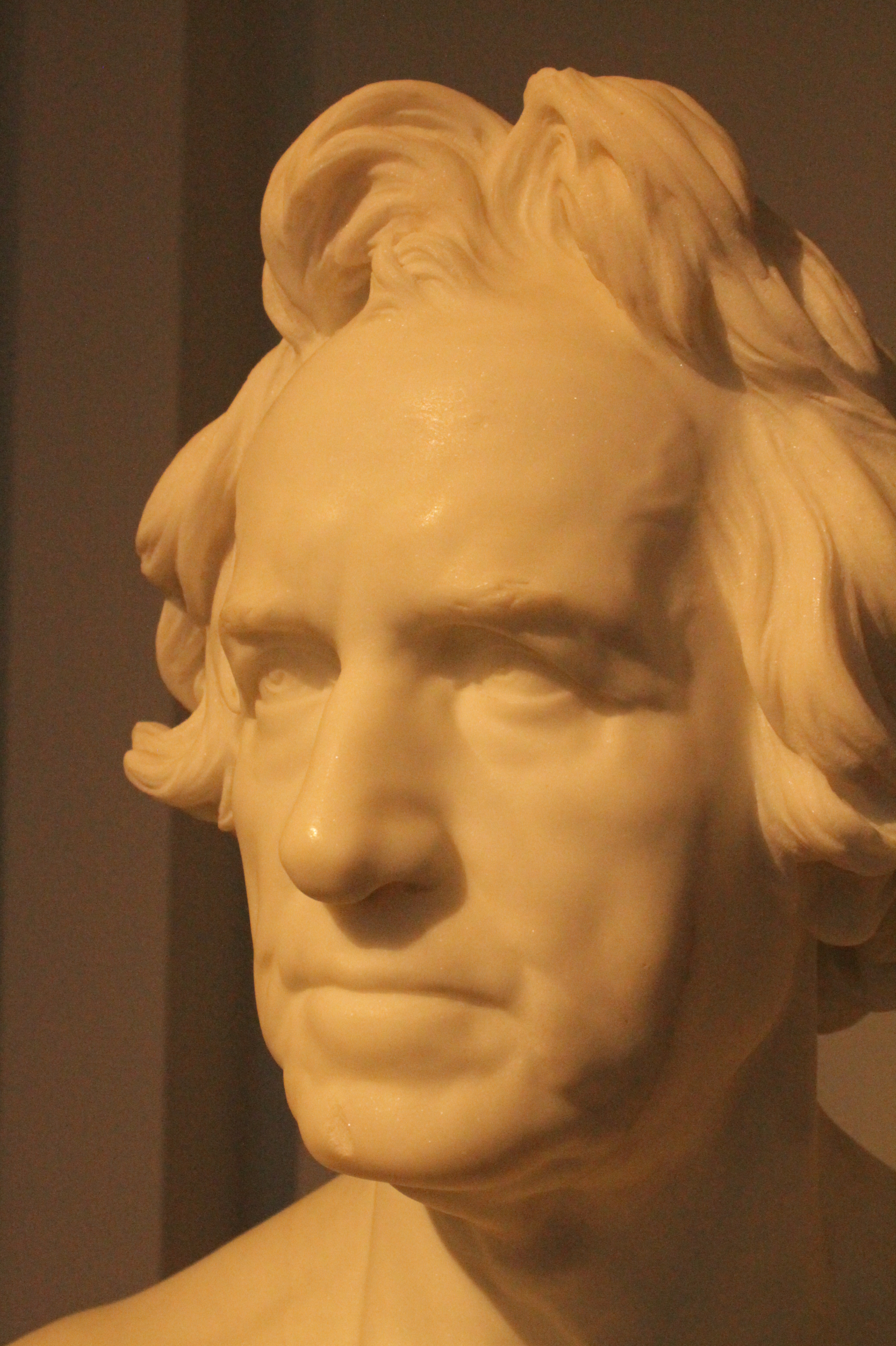
Rauch door Ernst Rietschel (1857)

In zijn geboortehuis werd een museum gevestigd. In 1957, honderd jaar na Rauchs overlijden, bracht de Deutsche Bundespost een postzegel uit met zijn portret. In een deel van het Schloss Arolsen werd in 2002 het Christian-Daniel-Rauch-Museum ingericht, met een selectie uit de collectie van de Alte Nationalgalerie.

## Enkele werken
- Sarcofaag van koningin Louise van Pruisen (1811), in het park van Slot Charlottenburg, Berlijn
- Buste van Johann Wolfgang von Goethe (1820)
- Standbeeld Friedrich Wilhelm Bülow von Dennewitz (1822), Unten den Linden, Berlijn
- Monument voor August Hermann Francke (1829)
- Bustes van onder anderen Anton Raphael Mengs en Hans Sachs voor het Walhalla in Donaustauf
- Graftombe van koningin Frederika van Hannover (ca. 1842), Welfenmausoleum in Hannover
- Beeld van Victoria die een lauwerkrans werpt (1843) in Berlijn; de vergulde Viktoria op de Siegessäule te Berlijn (1873) is van de hand van zijn leerling Friedrich Drake.
- Ruiterstandbeeld van Frederik de Grote (1851) in Berlijn
- Graftombe van koning Ernst August I van Hannover (ca. 1852), Welfenmausoleum in Hannover
- Adelaars voor de entree van Artis (1856), een geschenk van bestuurslid Ernst Sillem
- Standbeeld van Immanuel Kant voor Koningsbergen
- Standbeeld van Albrecht Thaer in Berlijn

## Fotogalerij
Bustes

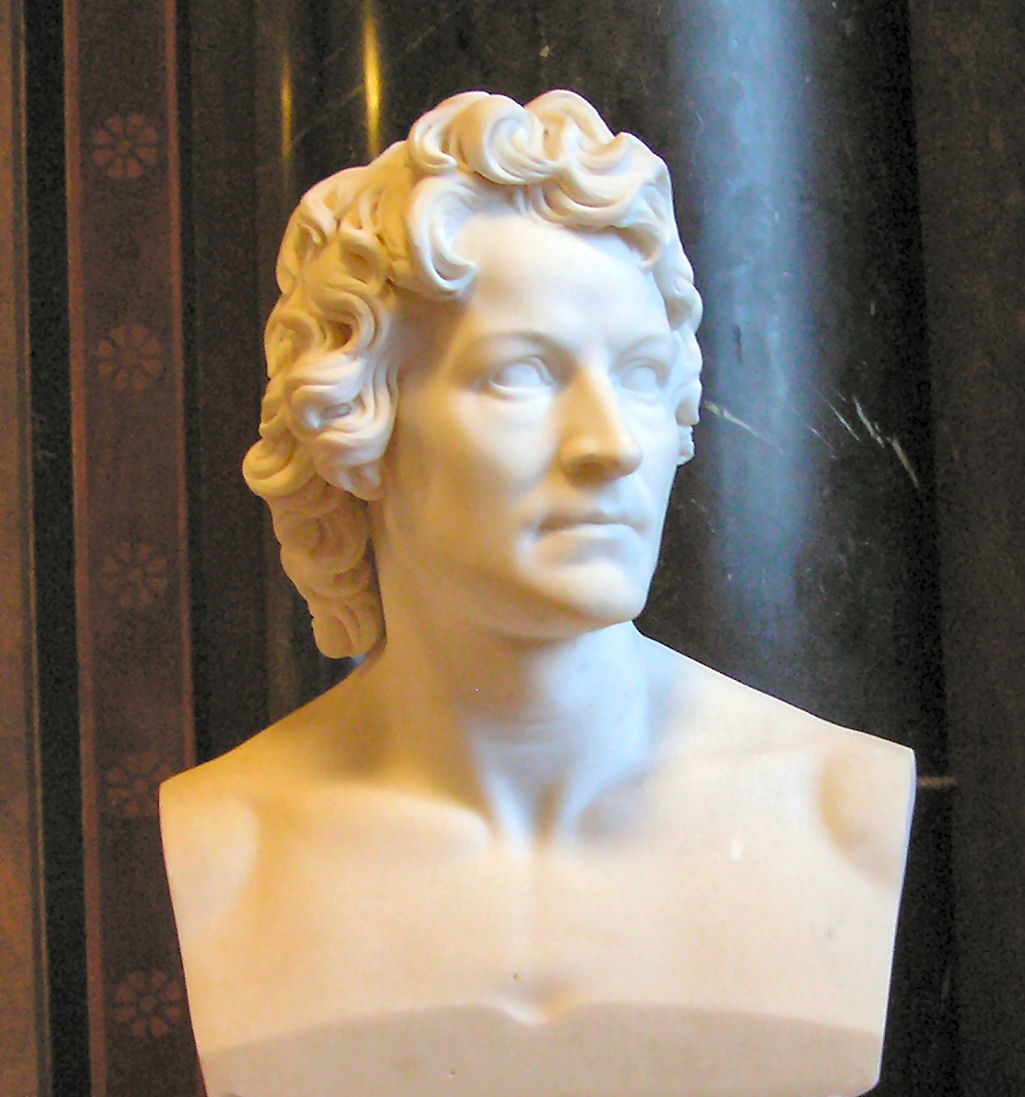
Bertel Thorvaldsen
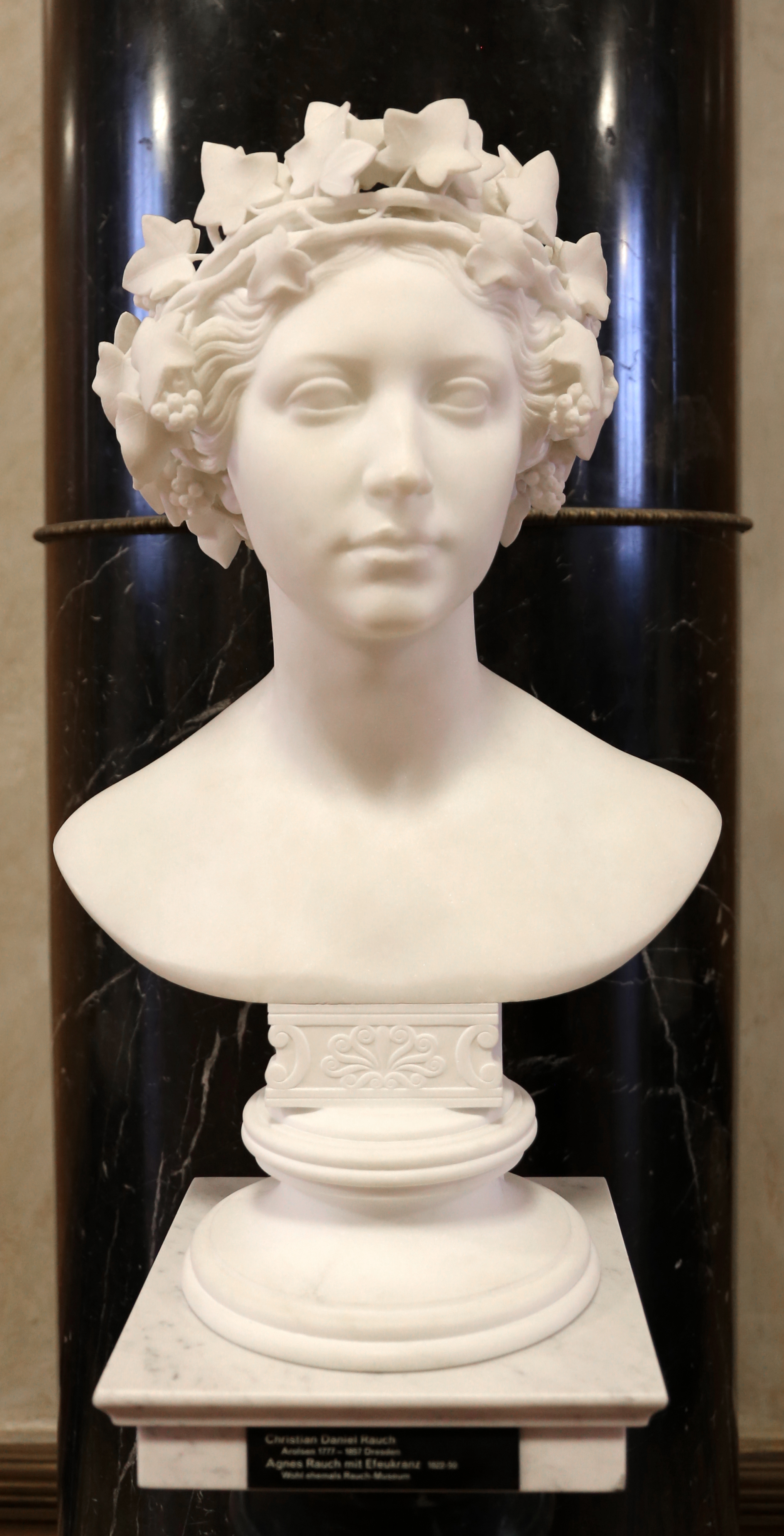
Agnes Rauch
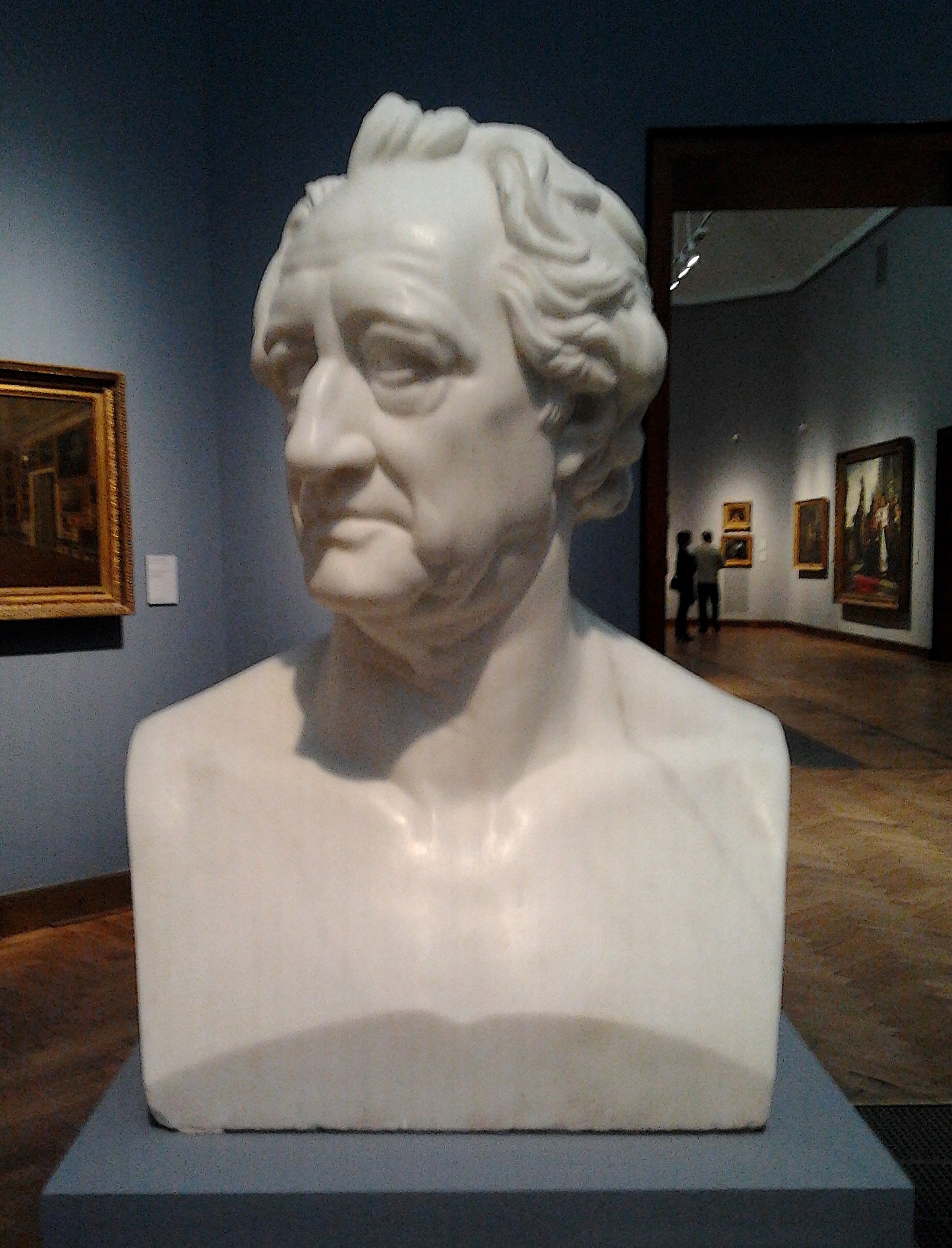
Johann Wolfgang von Goethe
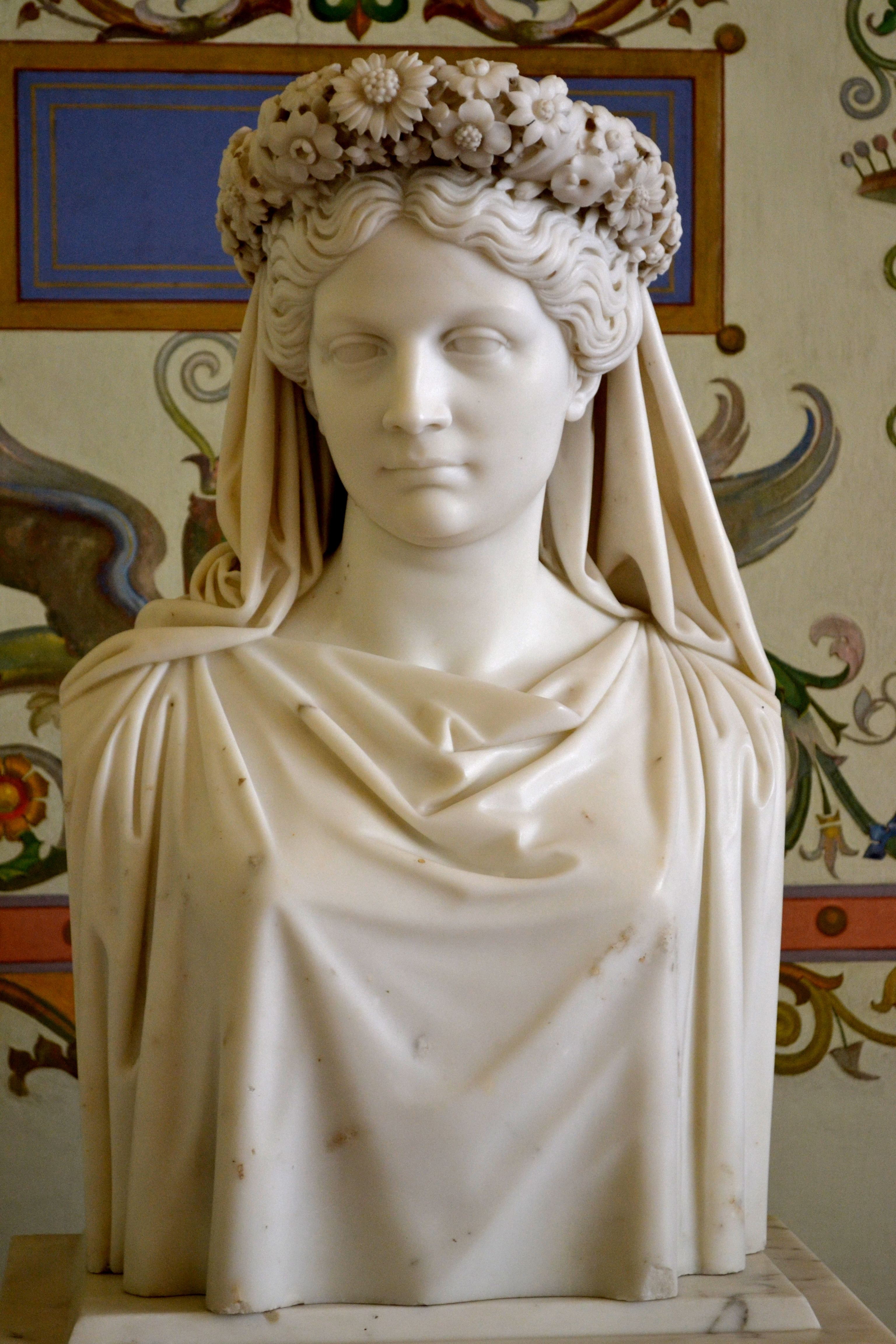
Koningin Louise

Ander werk

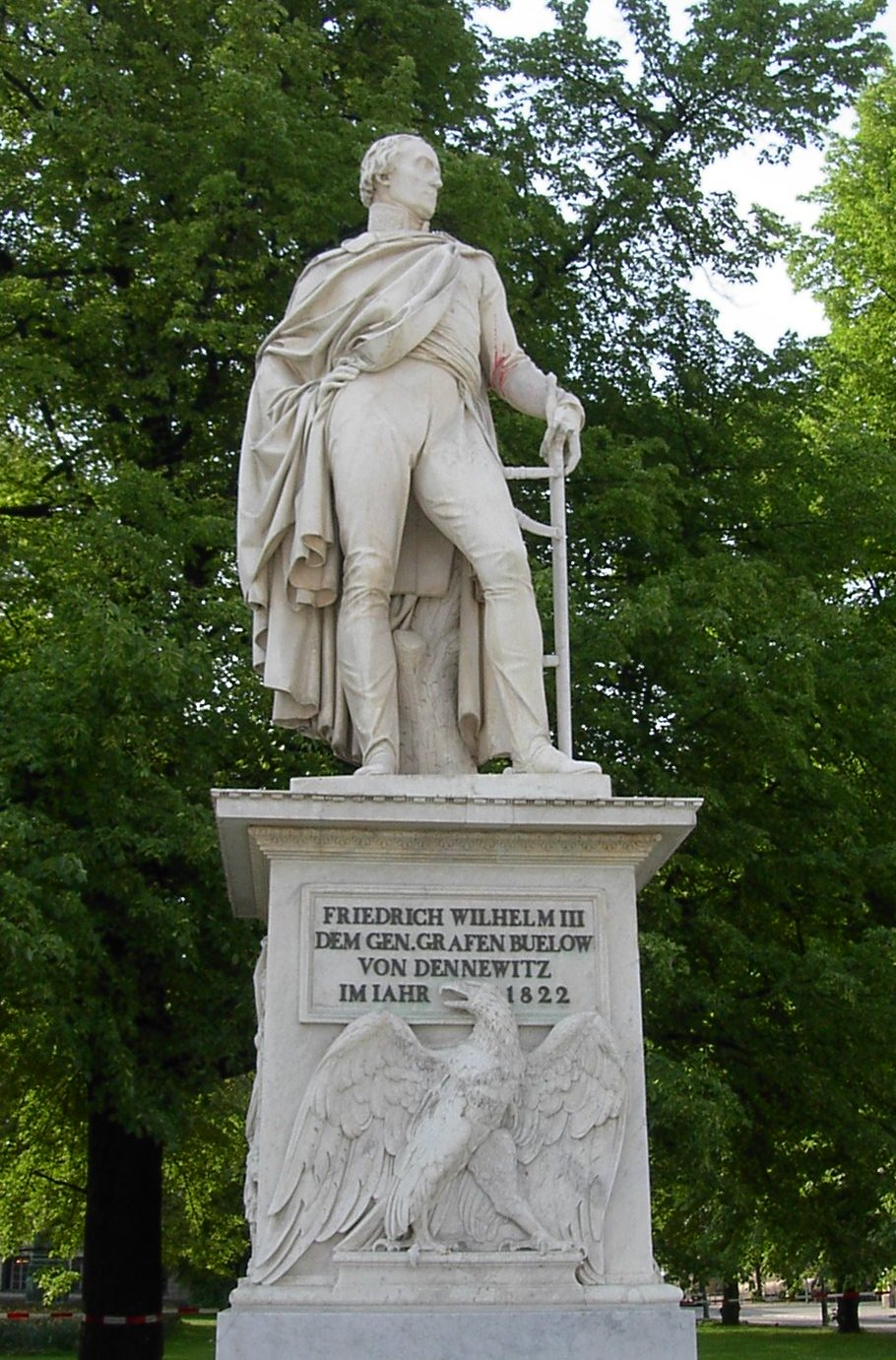
Monument voor Friedrich Bülow
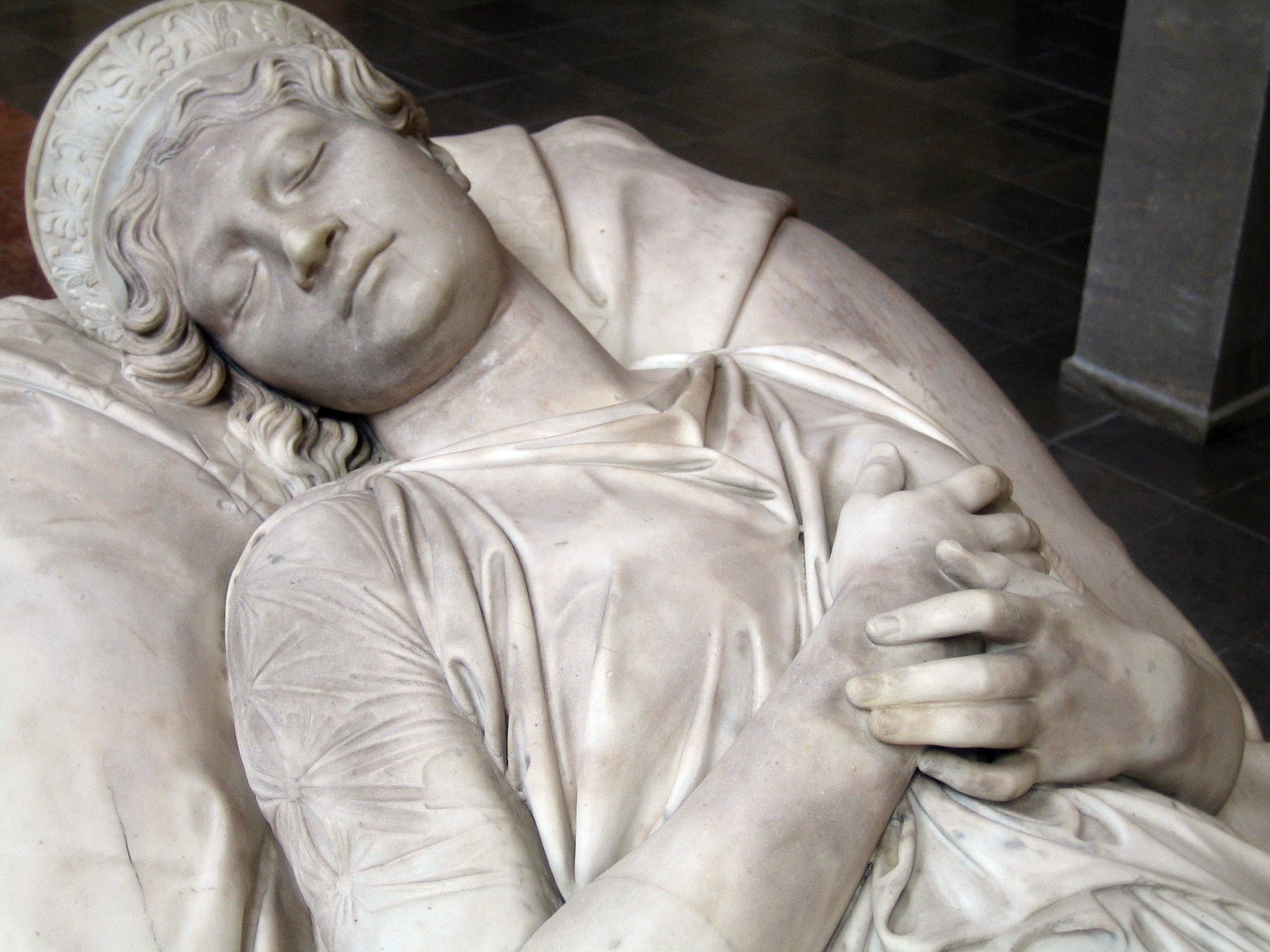
Sarcofaag van koningin Louise
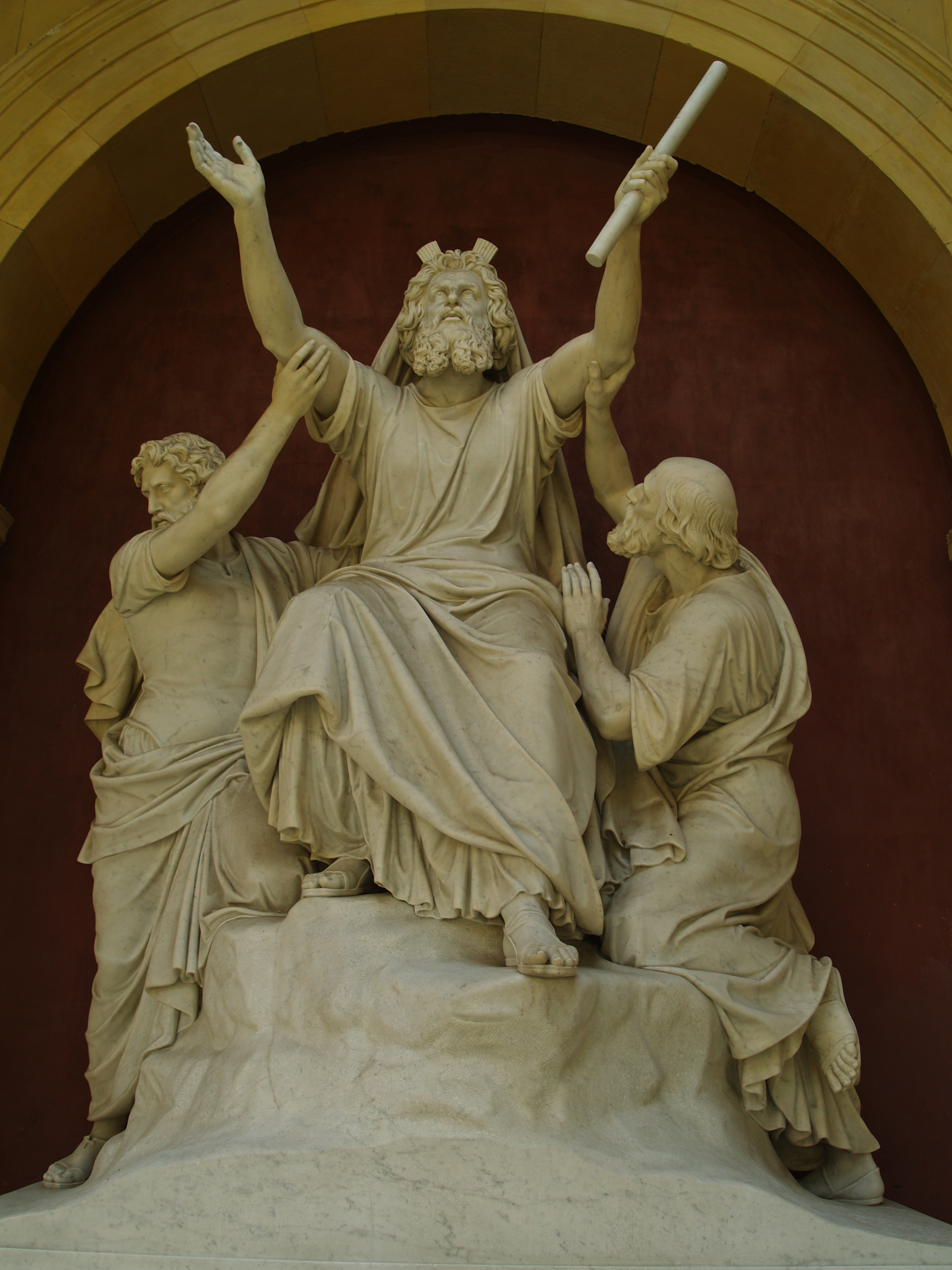
Mozes, Aaron en Hur
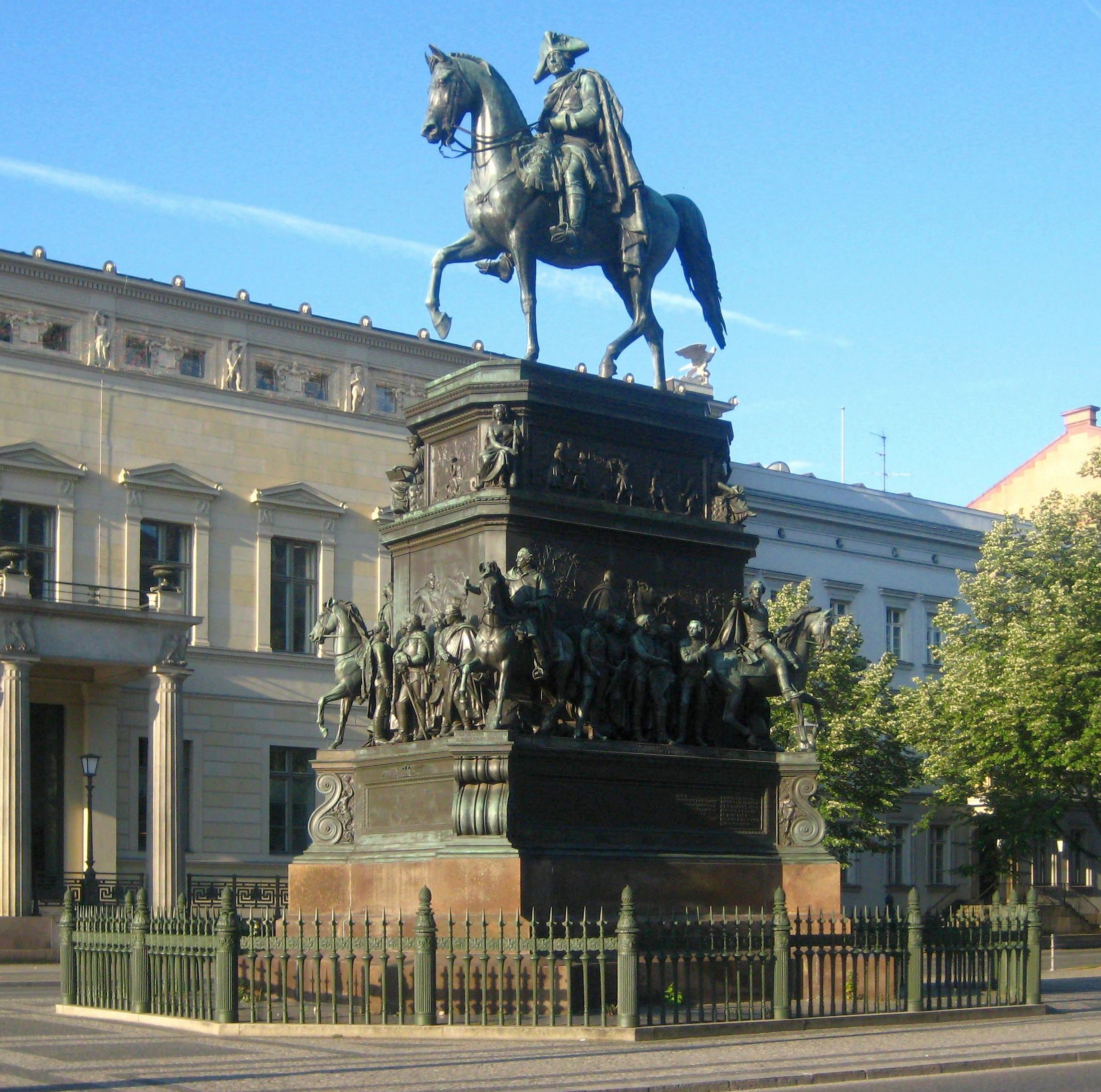
Ruiterstandbeeld van Frederik de Grote